# Figulus tambourinensis
Figulus tambourinensis là một loài bọ cánh cứng trong họ Lucanidae. Loài này được Mjoberg mô tả khoa học năm 1916.